# Kari Heiskanen

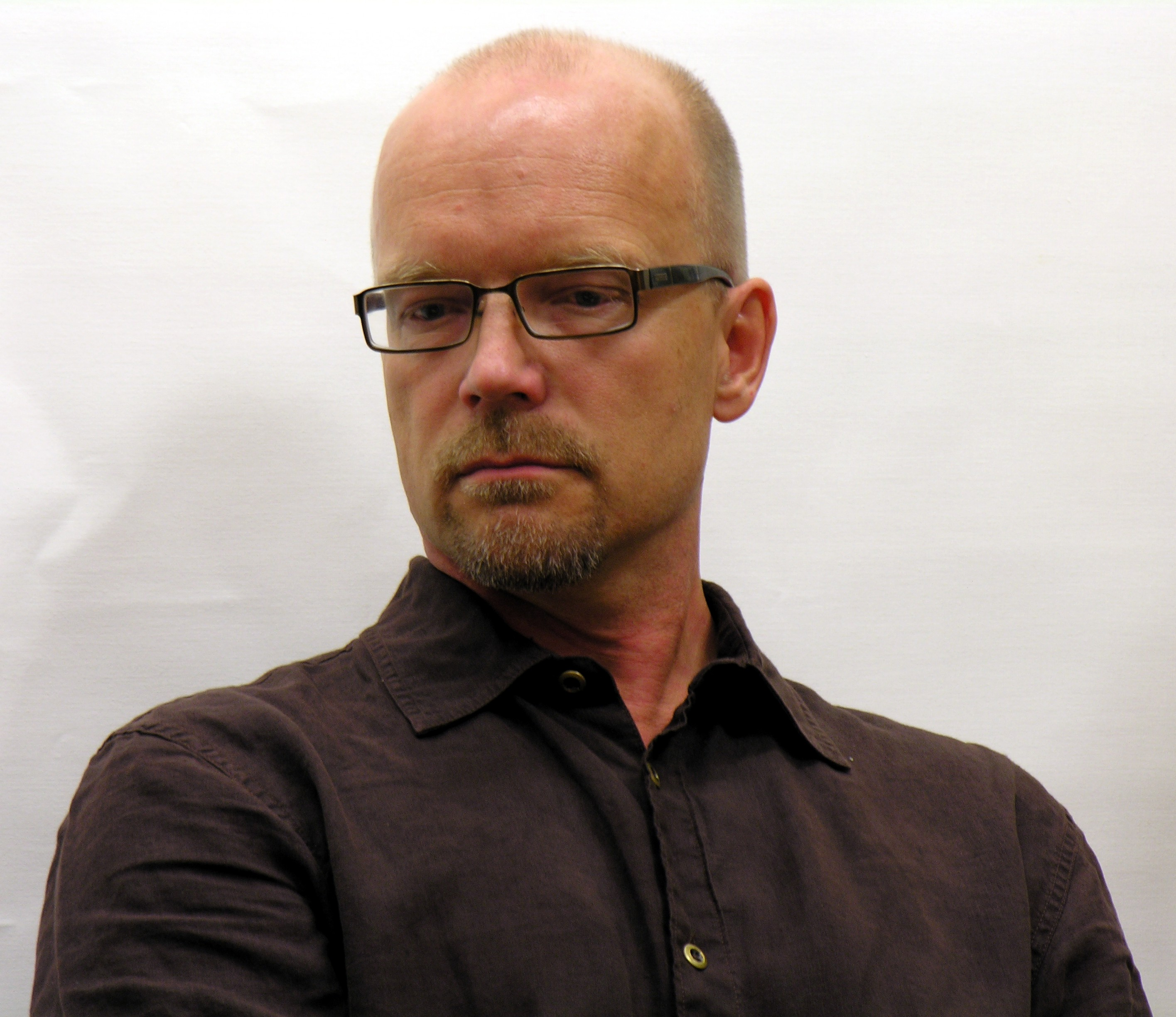
Kari Heiskanen (2008)

Kari Olavi Heiskanen (* 16. März 1955 in Hämeenlinna) ist ein finnischer Schauspieler.

## Leben
Kari Heiskanen ist der ältere Bruder des Schauspielers Ilkka Heiskanen. Gemeinsam standen beide bei Filmen wie Der Käufliche Soldat, Die Erlösung und Kauhea murhamies Lalli vor der Kamera. Er absolvierte 1979 sein Studium an der Theaterakademie Helsinki. In den Jahren 1988 bis 1996 sowie von 2002 bis 2006 war er an der Theaterakademie selbst noch mal als Schauspiellehrer tätig.
Sein Leinwanddebüt gab Heiskanen in dem 1979 veröffentlichten und von Mikko Niskanen inszenierten Liebesdrama Im Herbst ist alles anders in der Rolle des Kari Haapanen. Seitdem stand er in über 85 Film- und Fernsehprojekten vor der Kamera. Während dieser Zeit wurde vier Mal für den Jussi nominiert. Für seine Darstellung in Lain ulkopuolella erhielt er eine Nominierung als Bester Nebendarsteller. Drei weitere Nominierungen als Bester Hauptdarsteller erhielt er für seine Rollen in Huojuva talo, Die Erlösung und Kolme viisasta miestä. Ausgezeichnet wurde er dabei für die Rolle des Chaplain Patrick Sillman in dem von Olli Saarela inszenierten Drama Die Erlösung.
Heiskanen war von 1980 bis 2004 mit der Schauspielerin Sara Paavolainen verheiratet. Sie haben drei gemeinsame Kinder, darunter den Schauspieler Eino Heiskanen. Aktuell ist er mit der Schauspielerin Anna-Maija Tuokko verheiratet. Das Paar hat zwei gemeinsame Kinder.

## Filmografie
- 1978: Im Herbst ist alles anders (Syksyllä kaikki on toisin)
- 1981: Kauhea murhamies Lalli
- 1982: Die eiserne Zeit (Rauta-aika)
- 1983: Jünger Jesu (Jeesuksen pojat)
- 1984: Angelas Krieg (Angelas krig)
- 1987: Lain ulkopuolella
- 1989: Mutter gesucht (Anni tahtoo äidin)
- 1990: Huojuva talo
- 1997: Der Käufliche Soldat (Palkkasoturi)
- 1997: Die Erlösung (Lunastus)
- 1999: Ambush 1941 – Spähtrupp in die Hölle (Rukajärven tie)
- 2008: Kolme viisasta miestä
- 2011: Brüder (Veljekset)
- 2014–2016: Black Widows – Rache auf Finnisch (Mustat lesket, Fernsehserie, 20 Folgen)
- 2018: Bordertown (Sorjonen, Fernsehserie, zwei Folgen)
- 2020: Eine Nacht in Helsinki (Yö armahtaa)